# Dendrobium pugioniforme
Dendrobium pugioniforme är en orkidéart som beskrevs av Allan Cunningham och John Lindley. Dendrobium pugioniforme ingår i släktet Dendrobium, och familjen orkidéer. Inga underarter finns listade i Catalogue of Life.